# Appalachian balds

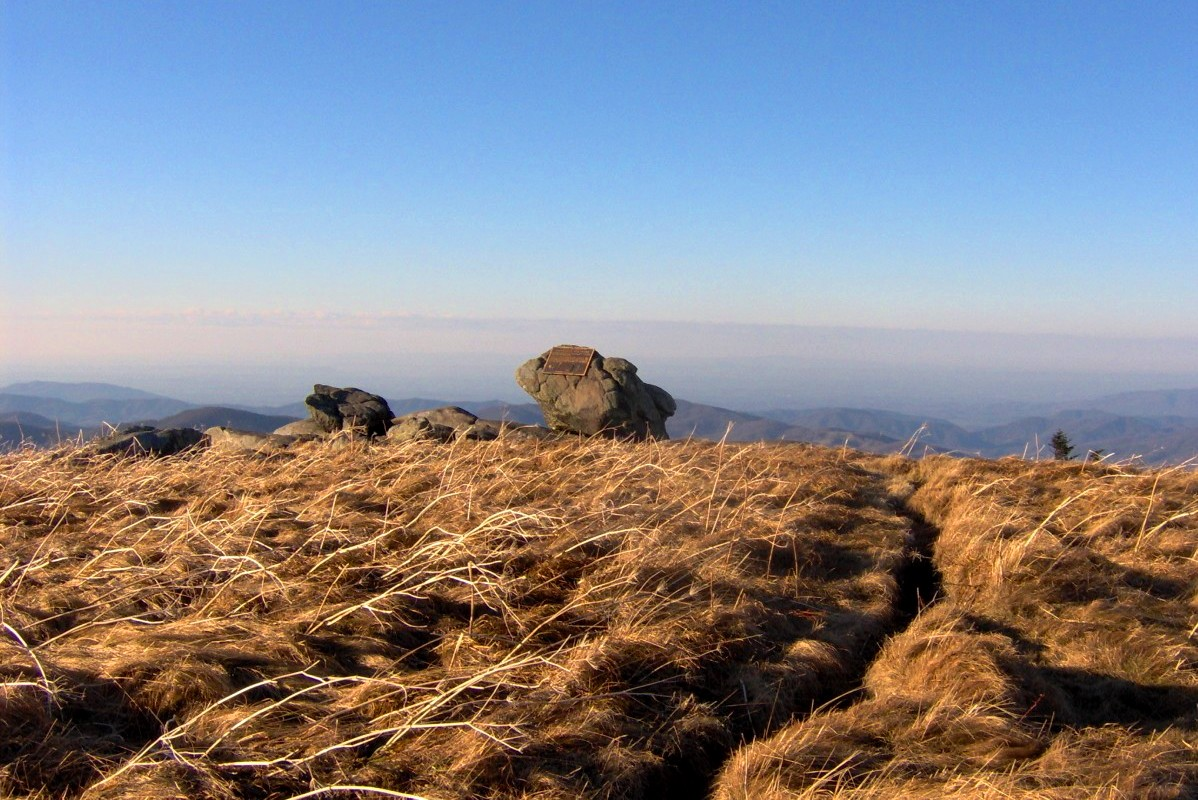
Il Grassy Ridge Bald nelle Roan Highlands

Nei Monti Appalachi degli Stati Uniti Orientali, i balds (letteralmente "calvi", ma anche "brulli") sono cime o creste montuose coperte principalmente da una fitta vegetazione di erbe o arbusti nativi che si presenta in aree dove ci si aspetterebbe un'abbondante vegetazione di foreste.
I balds si trovano principalmente negli Appalachi Meridionali, dove il clima è troppo caldo per sostenere una zona alpina — aree superiori dove gli alberi non riescono a crescere a causa di stagioni di crescita brevi o inesistenti — anche alle altitudini più elevate. La differenza tra una cima alpina, come il Monte Washington in New Hampshire, e un bald, come il Gregory Bald nelle Great Smoky Mountains, è che una mancanza di alberi è normale per le condizioni climatiche della prima (cioè, alta quota e latitudine più fredda), ma anormale per le condizioni climatiche del secondo (alta quota, ma latitudine più calda). Un esempio significativo dell'aspetto paradossale dei balds meridionali si può trovare presso il Roan Mountain, dove il Roan High Knob (alt. 6.285 ft/1.915 m) è ricoperto di una densa pineta di abeti rossi, mentre una cima adiacente, il Round Bald (alt. 5.826 ft/1.776 m), è quasi interamente privo di alberi. Così, pur avendo condizioni climatiche quasi identiche (alta quota, latitudine più calda), una cima è ricoperta di foreste, mentre l'altra no.
Perché alcune cime siano brulle e altre no è un mistero, sebbene gli scienziati abbiano formulato varie ipotesi (vedi sotto).

## Tipi

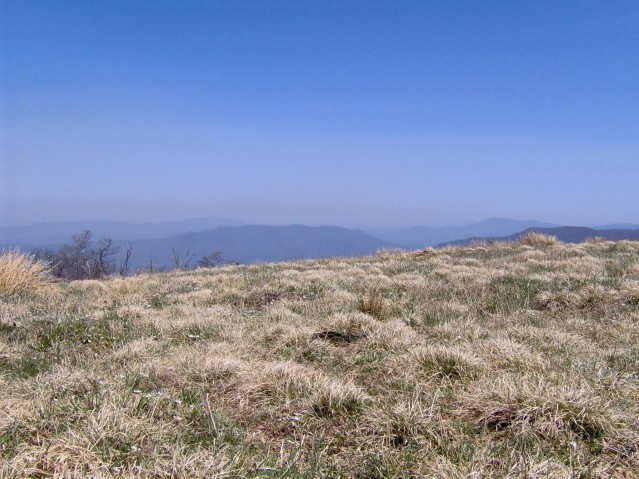
Le vedute aperte rendono i balds erbosi attraenti per gli escursionisti

Negli Appalachi si trovano due tipi di balds, quelli "erbosi" (grassy balds) e quelli "di brughiera" (heath balds).

### Bladserbosi
I balds erbosi sono cime relativamente smussate coperte da una densa distesa di erbe native. Possono essere completamente ricoperti di erbe o avere uno strato superiore sparso di alberi a fusto duro mescolato a uno strato inferiore erboso. Sono presenti normalmente sulla cima di colline, ma possono trovarsi anche su ampi pendii superiori.
Le specie qui presenti includono erba avena di montagna (Danthonia compressa), falaschi (Carex brunnescens ssp. sphaerostachya, Carex debilis var. rudgei, Carex pensylvanica) e piante erbacee come la cinquefoglie tridentata (Sibbaldiopsis tridentata) e l'erba di San Giovanni delle Blue Ridge (Hypericum mitchellianum).

### Baldsdi brughiera
Per quanto riguarda i balds di brughiera, si trovano solitamente lungo crinali stretti e creste montuose e sono formati da folti arbusti sempreverdi. Mentre la formazione dei balds erbosi non è ancora chiara, i balds di brughiera sono spesso legati alla presenza di suoli che sperimentano un forte drenaggio o sono altamente acidi, il renderebbe più difficile la crescita di grandi piante a fusto legnoso.
Sui balds di breghiera si trovano essenzialmente quattro tipi di vegetazione: Four general types of vegetation are found on heath balds:
- arbusti sempreverdi di rhododendro di Catawba (Rhododendron catawbiense)[3]
- arbusti misti di rhododendro di Catawba, alloro di montagna (Kalmia latifolia) e mirtillo americano (Gaylussacia baccata)[3]
- arbusti decidui di frassino americano (Sorbus americana), minniebush (Menziesia pilosa) eossicocco delle montagne del sud (Vaccinium erythrocarpum)[3]
- arbusti decidui di mora liscia (Rubus canadensis)[3]

## Origine e evoluzione
Il carattere e la distribuzione degli Appalachian balds sono rimasti stabili dall'epoca in cui i primi naturalisti penetrarono nella regione, finché i regolamenti forestali non permisero più il pascolo annuale del bestiame locale. Come e perché una cima si trasformi in un bald erboso è ignoto; essi rappresentano "un enigma ecologico e un dilemma per la conservazione". Weigl e Knowles notano che "la presenza sia di piante rare endemiche, che di relitti settentrionali che richiedono habitat aperti suggerisce una lunga storia evolutiva" e offrono uno scenario in cui la pressione dei pascoli degli erbivori giganti del Pleistocene conservò l'habitat aperto tundra mentre la glaciazione del Wisconsin si ritirava lontano al nord. Con l'arrivo dei paleoamericani e la scomparsa dei megaerbivori, la pressione dei pascoli fu mantenuta dal cervo e dall'alce, e poi dagli animali da pascolo dei coloni europei. Alcuni recenti studi hanno tentato di svelare la storia della vegetazione di alcuni balds attraverso l'analisi della componente organica del suolo, poiché le erbe lasciano una caratteristica impronta digitale al carbonio-13. Benché vi siano alcune prove che i balds erbosi abbiano origini naturali, la foresta incizò rapidamente a reclamare i balds una volta che il pascolo del bestiame su larga scala fu eliminato grazie alla creazione dei parchi nazionali e delle foreste nazionali. Balds erbosi come il Gregory Bald e l'Andrews Bald nelle Great Smokies e i balds nelle Roan Highlands sono attualmente preservati come aree brulle dal Servizio dei parchi nazionali (National Park Service) e dal Servizio forestale degli Stati Uniti (U.S. Forest Service).
I prati in cima alle montagne chiamati "balds meridionali" (Southern Balds) formano una distesa caratteristica per gli escursionisti del Sentiero degli Appalachi.

## Lista dei principaliAppalachian balds
| Monte                                  | Quota             | Catena                    | Stato(i)                | Superficie             |
| -------------------------------------- | ----------------- | ------------------------- | ----------------------- | ---------------------- |
| Richland Balsam                        | 6.410 ft/1.950 m  | Great Balsam Mtns.        | N.C.                    | Erbosa                 |
| Black Balsam Knob                      | 6.214 ft/1.894 m  | Great Balsam Mtns.        | N.C.                    | Erbosa                 |
| Grassy Ridge Bald                      | 6.189 ft/1.886 m  | Roan Highlands            | N.C.                    | Erbosa                 |
| Andrews Bald                           | 5.920 ft/1.804 m  | Great Smoky Mtns.         | N.C.                    | Erbosa                 |
| Round Bald                             | 5.826 ft/1.775 m  | Roan Highlands            | Tenn./N.C.              | Erbosa                 |
| Jane Bald                              | 5,820 ft/1,773 m  | Roan Highlands            | Tenn./N.C.              | Brughiera/Erbosa       |
| Silers Bald                            | 5.607 ft/1.709 m  | Great Smoky Mtns.         | Tenn./N.C.              | Erbosa/Foresta giovane |
| Hump Mountain                          | 5.587 ft/1.703 m  | Roan Highlands            | Tenn./N.C.              | Erbosa                 |
| Buck Bald                              | 5.560 ft/1.609 m  | Great Balsam Mtns.        | N.C.                    | Erbosa                 |
| Huckleberry Knob                       | 5.560 ft/1.609 m  | Unicoi Mtns.              | N.C.                    | Erbosa                 |
| Whitetop Mountain                      | 5.540 ft/1.688 m  | Grayson Highlands         | Virginia                | Erbosa                 |
| Big Bald                               | 5.516 ft/1.681 m  | Bald Mtns.                | Tenn./Carolina del Nord | Erbosa                 |
| Thunderhead Mountain (cima intermedia) | 5.485 ft/1.672 m  | Great Smoky Mtns.         | Tenn./N.C.              | Brughiera              |
| Hooper Bald                            | 5.429 ft/1.655 m  | Unicoi Mtns.              | N.C.                    | Erbosa                 |
| Yellow Mountain                        | 5.420 ft/1.652 m  | Roan Highlands            | Tenn./N.C.              | Erbosa                 |
| Hemphill Bald                          | 5.400 ft/1.646 m  | Great Smoky Mtns.         | N.C.                    | Erbosa                 |
| Stratton Bald                          | 5.360 ft/1.634 m  | Unicoi Mtns.              | N.C.                    | Erbosa                 |
| Wayah Bald                             | 5.342 ft/1.628 m  | Nantahala Mtns.           | N.C.                    | Brughiera              |
| Tusquitee Bald                         | 5.240 ft/1.597 m  | Nantahala Mtns.           | N.C.                    | Erbosa                 |
| Maddron Bald                           | 5.200 ft/1.585 m  | Great Smoky Mtns.         | Tennessee               | Brughiera              |
| Siler Bald                             | 5.200 ft/1.585 m  | Nantahala Mtns.           | N.C.                    | Erbosa                 |
| Sandymush Bald                         | 5.152 ft/1.507 m  | Central Blue Ridge Mtns.  | N.C.                    | Erbosa                 |
| Cheoah Bald                            | 5.062 ft/1.543 m  | Cheoah Mtns.              | N.C.                    | Erbosa                 |
| Gregory Bald                           | 4.949 ft/1,508 m  | Great Smoky Mtns.         | Tenn./N.C.              | Erbosa                 |
| Spence Field                           | 4,920 ft/1,500 m  | Great Smoky Mtns.         | Tenn./N.C.              | Erbosa/Foresta giovane |
| Brasstown Bald                         | 4.784 ft/1.458 m  | Southern Blue Ridge Mtns. | Georgia                 | Brughiera              |
| Ben Parton Lookout                     | 4.754/1.449 m     | Great Smoky Mtns.         | Tennessee               | Brughiera              |
| Parson Bald                            | 4.732 ft/1.442 m  | Great Smoky Mtns.         | Tenn./N.C.              | Erbosa                 |
| Rabun Bald                             | 4.696 ft/1.431 m  | Southern Blue Ridge Mtns. | Georgia                 | Brughiera              |
| Max Patch Mountain                     | 4.629 ft/ 1.411 m | Bald Mtns.                | N.C.                    | Erbosa                 |
| Russell Field                          | 4.455 ft/1.358 m  | Great Smoky Mtns.         | Tenn./N.C.              | Erbosa/Foresta giovane |
| Elk Garden                             | 4.450 ft/1.356 m  | Grayson Highlands         | Virginia                | Erbosa                 |
| Beauty Spot                            | 4.437 ft/1.352 m  | Unaka Mtns.               | Tenn./N.C.              | Erbosa                 |
| Big Bald Mountain                      | 4.075 ft/1.242 m  | Southern Blue Ridge Mtns. | Georgia                 | Erbosa                 |